# Stara Sušica
Stara Sušica este o localitate din comuna Pivka, Slovenia, cu o populație de 60 de locuitori.